# Parablennius thysanius
Parablennius thysanius là một loài cá biển thuộc chi Parablennius trong họ Cá mào gà. Loài này được mô tả lần đầu tiên vào năm 1907.

## Từ nguyên
Tính từ định danh thysanius bắt nguồn từ θυσανός (thŭ́sănos) trong tiếng Hy Lạp cổ đại nghĩa là "có sợi tua", hàm ý đề cập 10 tua quanh mắt ở loài cá này.

## Phân bố
P. thysanius có phân bố không liên tục trên khắp vùng Ấn Độ Dương - Thái Bình Dương. Loài này được ghi nhận ở những địa điểm sau: bờ biển Oman, Pakistan, phía nam Ấn Độ, Sri Lanka, Thái Lan và Philippines.
P. thysanius đã du nhập vào quần đảo Hawaii từ những năm đầu thập niên 1970, có khả năng là từ Philippines thông qua đường vận chuyển bằng tàu thủy. Một cá thể loài này cũng được ghi nhận ở cảng Antalya (Thổ Nhĩ Kỳ), được cho là theo nguồn nước dằn tàu hoặc di cư thông qua kênh đào Suez (dù không có ghi nhận của P. thysanius ở Biển Đỏ).
P. thysanius sống ở tầng đáy trên các rạn san hô, độ sâu đến ít nhất là 10 m.

## Mô tả
Chiều dài lớn nhất được ghi nhận ở P. thysanius là 6,2 cm.
Số gai vây lưng: 12; Số tia vây lưng: 14–15; Số gai vây hậu môn: 2; Số tia vây hậu môn: 16–17.

## Sinh thái
Trứng của P. thysanius có chất kết dính, được gắn vào chất nền thông qua một tấm đế dính dạng sợi. Cá bột là dạng phiêu sinh vật, thường được tìm thấy ở vùng nước nông gần bờ.